# 拉格多
拉格多（法語：Lagdo） 是喀麦隆北部省一城镇，与同名水库相邻。